# Concerto cho Piano và tứ tấu đàn dây (Busoni)
Concerto cho Piano và tứ tấu đàn dây cung Rê thứ, Op . 17, BV 80 là một sáng tác của Ferruccio Busoni viết năm 1878 khi ông mới 12 tuổi. Tên ban đầu là Concerto per piano-forte con accompagnamento di quartetto ad arco, Op. 17. Được sáng tác cho tứ tấu đàn dây, nhưng đàn piano cũng có thể được đệm với một dàn nhạc dây. Tác phẩm đã được xuất bản dưới tiêu đề Concerto cho Piano và Dàn nhạc dây vào năm 1987.

## Bối cảnh sáng tác
Busoni được xem là một thần đồng. Những kiến thức âm nhạc mà lần đầu ông được tiếp xúc đều được dạy hầu hết bởi cha mình, một nghệ sĩ dương cầm và còn là một nhà soạn nhạc. Sau khi học ở Viên trong 2 năm tại Nhạc viện Vienna, Busoni chuyển đến Graz năm 10 tuổi vì lý do sức khỏe vào tháng 10 năm 1877. Nhà soạn nhạc Wilhelm Kienzl nhớ lại rằng Busoni đã có khả năng ứng tác ở một trình độ trưởng thành: "Ngồi bên cây đàn piano, cậu bé được truyền cảm hứng đến mức nghiêm túc nhất và hoàn toàn say mê với nhiệm vụ của mình". Kienzl đề xuất Busoni học với Wilhelm Mayer.  Một số tác phẩm đầu tiên của Busoni đã được xuất bản vào lúc đó, bao gồm hai bản phổ nhạc của Ave Maria và các tác phẩm piano.
Bản tổng phổ và các phân phổ hiện được lưu trữ bởi Staatsbibliothek Preussischer Kulturbesitz ở Berlin như một phần thuộc Nachlass (tài sản) của Busoni.

## Cấu trúc
Cấu trúc của tác phẩm bao gồm chương. Vì vậy, tác phẩm có sự tương đồng nhiều hơn với một bản tứ tấu đàn dây cổ điển hơn là một bản concerto dành cho piano thường chỉ có ba chương:
1. Allegro
2. Adagio
3. Scherzo – Trio
4. Allegro vivace[2]

Thời lượng tác phẩm bao gồm khoảng 20 phút.  Tác phẩm đã ít cho thấy báo trước về đặc điểm sáng tác sau này khi trưởng thành của Busoni, nhưng lúc này ông vẫn đang theo đuổi những hình mẫu của Mozart. Người đánh giá bản thu âm đầu tiên nhấn mạnh rằng phần đầu tiên của piano thể hiện "sắc thái được cá nhân hóa" và "chương Adagio có một sự nghiêm túc bất ngờ nhưng cũng có một sự gần gũi và tế nhị trong sáng. Chương scherzo trữ tình gợi nhớ đến Schubert, và chương cuối khá "thông thường" là màn thể hiện kỹ thuật sáng tác, bao gồm cả sự tương phản nhuần nhuyễn giữa piano và dàn dây.

## Xuất bản và thu âm
Bản concerto được xuất bản bởi Breitkopf & Härtel, Wiesbaden, vào năm 1987, do Larry Sitsky hiệu đính. Ông khuyến nghị dựa trên các đánh dấu của tutti và divisi, nên sử dụng dàn nhạc dây có đàn contrebass tăng cường bè trầm cho đàn cello, đây là một thông lệ phổ biến vào thời điểm sáng tác.
Bản nhạc được thu âm lần đầu tiên vào năm 1999 bởi Carlo Grante và nhóm I Pomeriggi Musicali, do Marco Zuccarini làm chỉ huy.